# Hershkovitzia cabala
Hershkovitzia cabala är en tvåvingeart som beskrevs av Peterson och Lacey 1985. Hershkovitzia cabala ingår i släktet Hershkovitzia och familjen lusflugor. Inga underarter finns listade i Catalogue of Life.